# Ajax America
Ajax America is de naam waaronder AFC Ajax actief was in de Verenigde Staten. De franchise was actief in marketing en de jeugdopleiding. Het bekendste project was de voetbalclub Ajax Orlando. Ajax America Women staat hier los van, maar gebruikt wel het Ajax-logo.

## Ajax Orlando
Ajax Orlando Prospects is een voormalige voetbalclub uit Orlando, Florida en maakte deel uit van Ajax America, onderdeel van Ajax Amsterdam.
In augustus 2003 ging Ajax-sponsor The Advanced Travel Partners (ATP) een samenwerkingsverband aan met de Royale Orlando Football Academy. Deze ging verder onder de naam Ajax Orlando. Vanaf 2004 werd er onder deze vlag gespeeld en de bedoeling was om ook in Seattle en Portland teams op te zetten onder de vlag van Ajax America dat voor de jeugdopleiding en de marketing opgericht was.
Barry Hulshoff werd aangesteld als technisch directeur. De club kwam drie jaar uit in de USL PD-League. In 2005 trokken de wedstrijden gemiddeld 89 en in 2006 slechts 60 toeschouwers. Op 13 maart 2007 ging Ajax America officieel failliet. Dillon startte daarna Orlando FC.

### Erelijst
- ULS Premier Development League:

2004: 4e plaats.
2005: 5e plaats.
2006: 5e plaats.

### Bekende (ex-)spelers
| - Dax McCarty - Nathan Sturgis |

### Locaties
- Stadion op de Dr. Phillips High School, Orlando (Florida), 2004
- Disney's Wide World of Sports Complex, Kissimmee (Florida), 2004-05 (2 wedstrijden)
- Austin Tindell Sports Complex, Orlando (Florida), 2004 (1 wedstrijd)
- Het sportcomplex van Lakeland Christian Academy, Lakeland (Florida), 2005
- Bryant Stadium, Lakeland (Florida), 2005 (1 wedstrijd)
- Warden Stadium, Orlando (Florida), 2006

## Ajax America Women
Ajax America Women is een damesvoetbalteam uit Rolling Hills Estates, in Californië net buiten Los Angeles en onderdeel van de FRAM Sportsklubben. Het team staat ook bekend als Ajax of Los Angelos. Het team werd halverwege de jaren 70 opgericht en speelt in de Women's Premier Soccer League (WPSL), het tweede niveau van het damesvoetbal in de Verenigde Staten. Het thuisstadion is sinds 2000 Nansen Field en Brian Boswell was de coach tussen 2000 en 2010.

### Statistieken
| Year | Divisie | League | Reg. Seizoen       | Playoffs             |
| ---- | ------- | ------ | ------------------ | -------------------- |
| 2005 | 2       | WPSL   | 2e, West           |                      |
| 2006 | 2       | WPSL   | 1e, West           |                      |
| 2007 | 2       | WPSL   | 1e, West           | National halvefinale |
| 2008 | 2       | WPSL   | 2nd, Pacific South | Kampioen             |
| 2009 | 2       | WPSL   | 1e, Pacific South  | National Final       |
| 2010 | 2       | WPSL   | 1e, Pacific South  | National Final       |
| 2011 | 2       | WPSL   | 3e, Pacific South  |                      |

### Erelijst
- WPSL Champions 2008
- WPSL Pacific Conference Champions 2008
- WPSL West Conference Champions 2007
- WPSL West Conference Champions 2006
- WPSL Champions 2001

### Bekende (ex-)spelers
- Shannon Boxx
- Abby Wambach